# Big Brother
Big Brother er et realityshow, der er blevet vist i forskellige lande, inklusiv Danmark. Navnet kommer fra "Big Brother is Watching you" fra den altovervågende Store Broder ("Big Brother") i George Orwells roman 1984. Konceptet blev udviklet af hollænderen John de Mol og sendt første gang på Veronica TV (HMG) i Nederlandene i 1999. Foruden George Orwells roman var både forskningsprojektet Biosphere 2 og realityseriene The Real World og svenske Robinson Ekspeditionen en inspirationskilde. Hjemmesiden til internetpersonligheden Jennifer Ringley skal også have været en af inspirationkildene.

## Big Brother Danmark
I Danmark har man indtil videre haft hele 8 big brother sæson i tidsrummet mellem 2001 til 2014.

## Big Brother Sverige
I Sverige har man haft 10 sæsoner.